# Antonio da Alatri
Antonio da Alatri (fl. XIV-XV secolo) è stato un pittore italiano.

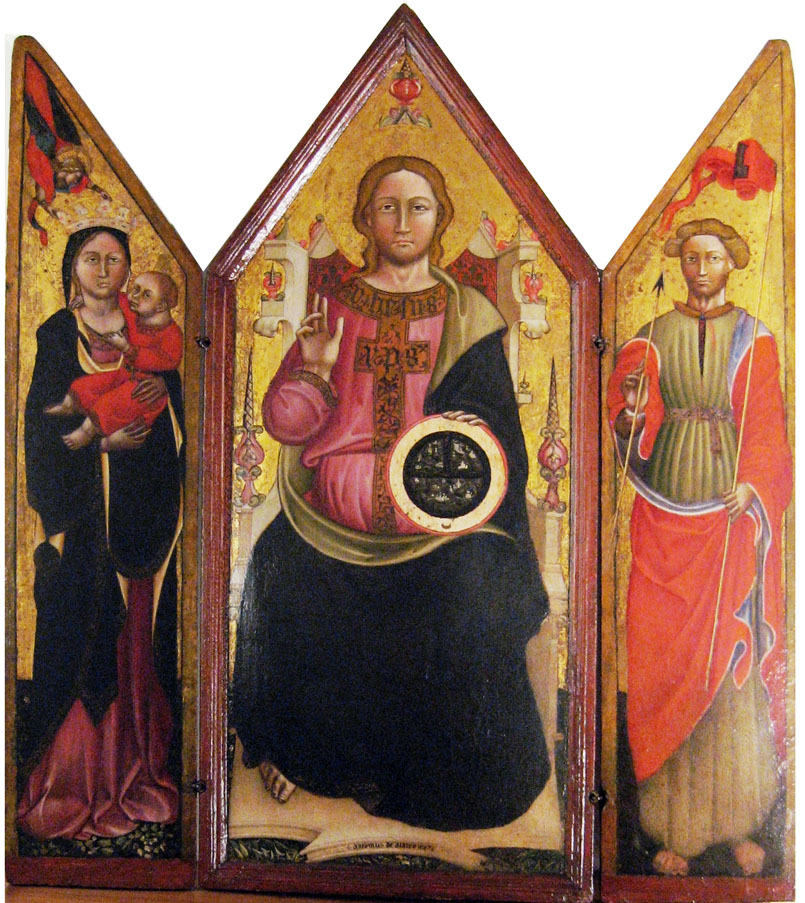
Trittico del Redentore

Il pittore è noto grazie a un'iscrizione sul trittico del Redentore, conservato nella chiesa di Santa Maria Maggiore ad Alatri. L'iscrizione dice: "Antonius de Alatri me f(ecit)". L'analisi iconografica e stilistica del trittico dimostra che è stato dipinto nel 1470-1475, quindi il pittore era attivo intorno al 1470-75.
Antonio da Alatri dipinse nello stile tardo gotico del Lazio e stupisce con la sua iconografia innovativa.

## Opere
1. Alatri, S. Maria Maggiore
Cristo in trono tra Madonna col bambino e S. Sebastiano